# Ursulinenklooster (Hasselt)
Het Ursulinenklooster was een klooster en onderwijsinstelling der zusters ursulinen te Hasselt.

## Geschiedenis
De Dames de l'Instruction Chrétienne uit Luik openden omstreeks 1840 een Franstalige school voor meisjes uit gegoede kringen in het Gravenhuis aan de Nieuwstraat. Later verhuisden zij naar de Havermarkt.
In 1867 werd klooster en school overgenomen door de zusters ursulinen uit Sint-Truiden. Het eerste jaar telde men 50 à 60 leerlingen.
In 1879 verhuisden de Ursulinen naar een groter pand, namelijk De Roode Poort, aan de Schrijnwerkersstraat 7, en vanaf 1892 werd uitgebreid aan de Groenplaats (nu: Groenplein 6).
Naast de daar gelegen school voor voortgezet onderwijs stichtten de ursulinen ook een kleuterschool en een lagere school.
Tegenwoordig maakt de school voor voortgezet onderwijs, als Vrij Technisch Instituut, onderdeel uit van de Scholengemeenschap Sint-Quintinus. De zusters ursulinen zijn nog steeds aan de Schrijnwerkersstraat gevestigd.